# Hirotsugu Nakabayashi
Hirotsugu Nakabayashi (jap. 中林 洋次 Nakabayashi Hirotsugu; ur. 28 kwietnia 1986) – japoński piłkarz występujący na pozycji bramkarza. Obecnie występuje w Sanfrecce Hiroszima.

## Kariera klubowa
Od 2005 roku występował w klubach Sagan Tosu, Sanfrecce Hiroszima i Fagiano Okayama.